# Mišljenovac (Chorwacja)
Mišljenovac – wieś w Chorwacji, w żupanii licko-seńskiej, w gminie Donji Lapac. W 2011 roku liczyła 3 mieszkańców.